# گنج‌لر
گنج‌لر (به لاتین: Gənclər) یک منطقه مسکونی در جمهوری آذربایجان است که در شهرستان قوبا واقع شده است. گنج‌لر ۳۲۸ نفر جمعیت دارد.